# Falco-ファルコ-
「Falco-ファルコ-」は、島谷ひとみの19枚目のシングル。2005年8月10日発売。avex traxよりリリース。

## 解説
「Falco-ファルコ-」は、同年初めにリリースされたアルバム『crossover』にも通じる、ドラマチックな雰囲気を湛えたナンバーである。歌詞は愛する人への献身的な愛を描き、スリリングに展開するメロディを、オリエンタルなムードでアレンジしている。島谷は、オープニングテーマとして使われる『うえきの法則』の漫画を読み込んだ上で、その物語世界を尊重し「勢いを大切に力強く歌った」と述べている。

## 収録曲
1. Falco-ファルコ-
作詞：BOUNCEBACK/作曲：渡辺和紀/編曲：前嶋康明
テレビ東京系アニメ『うえきの法則』オープニングテーマ
第15・17・20・23・31話では挿入歌として、第19話ではインストゥルメンタル版が使用された。
2. 花を探して　
  - 作詞：BOUNCEBACK/作曲・編曲：柳沢英樹
3. Falco-ファルコ-（Instrumental）
4. 花を探して（Instrumental）